# Przestrzeń afiniczna

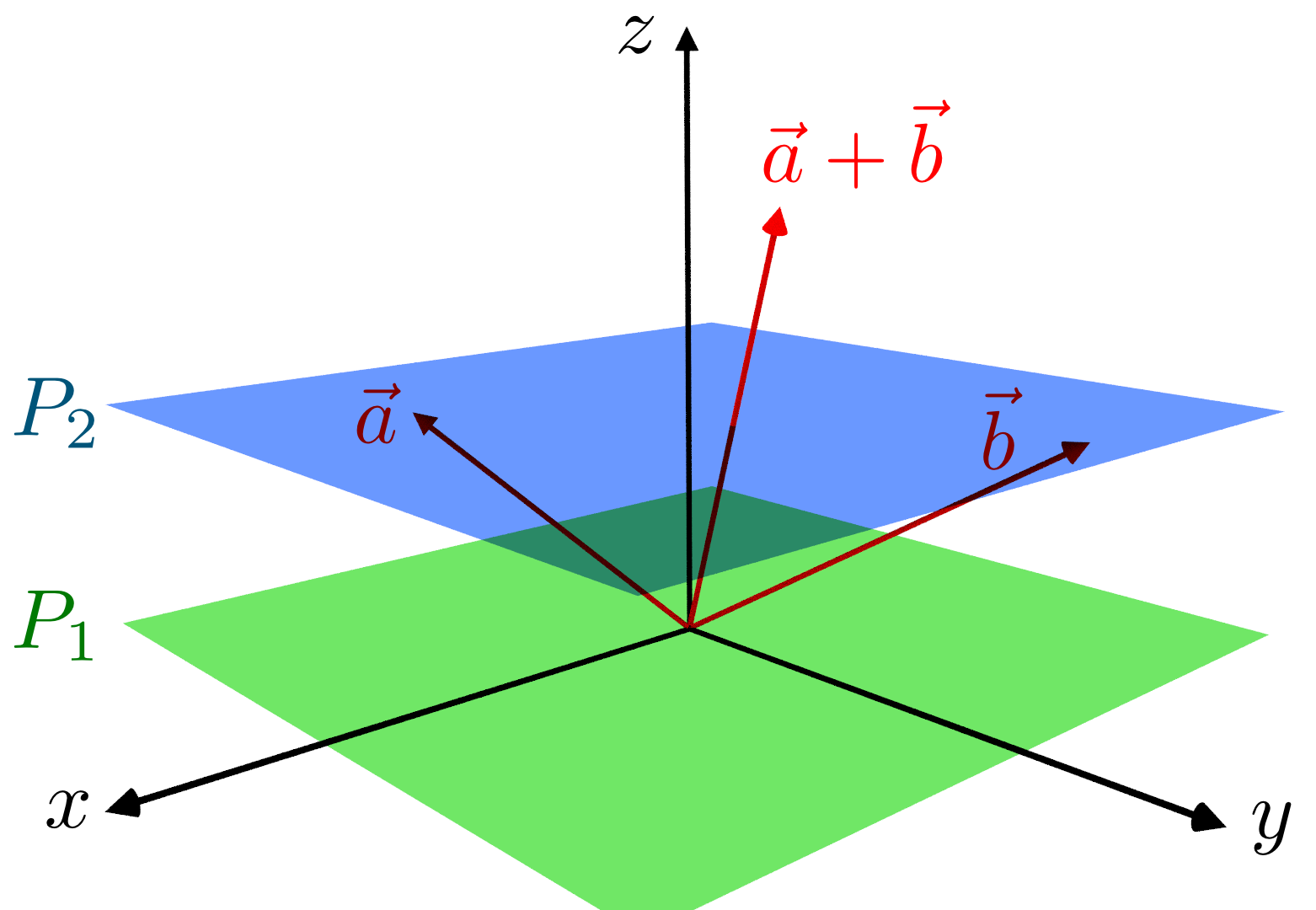
Dolna płaszczyzna (zielona) jest przestrzenią wektorową zanurzoną w ale górna płaszczyzna (niebieska) już nią nie jest, bowiem dla dowolnych wektorów mamy Jednakże jest prostym przykładem przestrzeni afinicznej: różnica dwóch jej elementów jest wektorem należącym do (jest to wektor przemieszczenia punktu do punktu).

Odcinki w 2-wymiarowej przestrzeni afinicznej

Przestrzeń afiniczna – abstrakcyjna struktura uogólniająca te własności przestrzeni euklidesowych, które są niezależne od pojęć odległości i kąta. W przestrzeniach afinicznych można odejmować punkty by wyznaczyć wektory, oraz przesuwać punkt o wektor, tzn. dodawać wektory do punktu. W szczególności nie ma wyróżnionego punktu, który mógłby służyć za początek. Jednowymiarowa przestrzeń afiniczna nazywana jest prostą afiniczną, a dwuwymiarowa – płaszczyzną afiniczną.
Przestrzeń afiniczna może być postrzegana jako „krok pośredni” między przestrzenią euklidesową a przestrzenią rzutową. Przestrzeń opisywana w teoriach fizycznych (w wielu nierelatywistycznych ujęciach) jest nie tylko afiniczna, ale posiada również strukturę metryczną, a w szczególności konforemną. W ogólności jednak przestrzeń afiniczna nie musi mieć struktury metrycznej ani konforemnej.

## Wprowadzenie geometryczne
Pojęcie przestrzeni afinicznej pojawiło się w związku z odkryciami geometrii nieeuklidesowych (różniących się od geometrii euklidesowej aksjomatem równoległości). Zakwestionowanie pojęć długości i kąta, które opierają są na pojęciu odległości, doprowadziło do przedefiniowania przestrzeni euklidesowej poprzez usunięcie z definicji wspomnianych pojęć i powiązanych z nimi elementów. Wynikiem tego było powstanie geometrii afinicznej, w której struktura algebraiczna przestrzeni okazała się mieć własności podobne do przestrzeni liniowej (ta ostatnia została zdefiniowana później, dając początek algebrze liniowej).
W geometrii syntetycznej przestrzeń afiniczna definiowana jest jako struktura składająca się z:
- zbioru punktów,
- zbioru prostych,
- relacji incydencji wskazującej relację przynależności punktów względem prostych,
- relacji równoległości mówiącej o tym, które proste są równoległe;

tak, że spełniony jest pewien zestaw aksjomatów, w tym sławny aksjomat równoległości Euklidesa.
Zgodnie z duchem programu erlangeńskiego Feliksa Kleina geometria afiniczna może być określona jako zachowująca niezmienniki przekształceń afinicznych (pokrewieństw, powinowactw).
Niżej przedstawiony jest opis abstrakcyjnej przestrzeni afinicznej wykorzystujący metody algebry liniowej.

## Definicja
Niech {\displaystyle A} będzie ustalonym zbiorem. Niech {\displaystyle V} będzie przestrzenią liniową nad ustalonym ciałem.
Elementy zbioru {\displaystyle A} nazywa się punktami i zapisuje pismem prostym (np. {\displaystyle \mathrm {a} ,\mathrm {b} }).
Elementy zbioru {\displaystyle V} nazywa się wektorami i zapisuje pismem półgrubym (np. {\displaystyle \mathbf {v} ,\mathbf {w} }).
Elementy ciała nazywa się skalarami i zapisuje pismem pochyłym (np. {\displaystyle r,s}).

### Definicja 1
Przestrzenią afiniczną nazywa się parę {\displaystyle (A,V)} wyposażoną w działanie
{\displaystyle A\times V\to A\colon (\mathrm {a} ,\mathbf {v} )\mapsto \mathrm {b} =\mathrm {a} +\mathbf {v} \in A}
spełniające aksjomaty:
1. {\displaystyle (\mathrm {a} +\mathbf {v} _{1})+\mathbf {v} _{2}=\mathrm {a} +(\mathbf {v} _{1}+\mathbf {v} _{2})} dla dowolnego {\displaystyle \mathrm {a} \in A} oraz {\displaystyle \mathbf {v} _{1},\mathbf {v} _{2}\in V,}
2. {\displaystyle \mathrm {a} +\mathbf {0} =\mathrm {a} } dla każdego {\displaystyle \mathrm {a} \in A,}
3. dla dowolnych {\displaystyle \mathrm {a} ,\mathrm {b} \in A} istnieje tylko jeden wektor {\displaystyle \mathbf {v} \in V} taki, że {\displaystyle \mathrm {b} =\mathrm {a} +\mathbf {v} .}

Wektor {\displaystyle \mathbf {v} } łączący punkty {\displaystyle \mathrm {a} } oraz {\displaystyle \mathrm {b} } (w podanej kolejności) z aksjomatu 3 oznacza się symbolem {\displaystyle {\overrightarrow {\mathrm {ab} }}} lub zapisuje w postaci {\displaystyle \mathrm {b} -\mathrm {a} .}
Przestrzeń {\displaystyle V} nazywa się przestrzenią liniową stowarzyszoną z daną przestrzenią afiniczną lub przestrzenią wektorów swobodnych. Wymiarem przestrzeni afinicznej {\displaystyle (A,V)} nazywa się wymiar przestrzeni liniowej {\displaystyle V.}

### Definicja 2
Równoważnie przestrzeń afiniczną można określić za pomocą działania odwrotnego (względem ustalonego punktu {\displaystyle \mathrm {a} \in A}) do określonego w definicji,
{\displaystyle A\times A\to V\colon (\mathrm {a} ,\mathrm {b} )\mapsto {\overrightarrow {\mathrm {ab} }},}
które dla ustalonego {\displaystyle b\in A} jest bijekcją postaci
{\displaystyle A\to V\colon \mathrm {a} \mapsto {\overrightarrow {\mathrm {ab} }}}
i w której dla dowolnych {\displaystyle \mathrm {a} ,\mathrm {b} ,\mathrm {c} \in A} zachodzi
{\displaystyle {\overrightarrow {\mathrm {ab} }}+{\overrightarrow {\mathrm {bc} }}={\overrightarrow {\mathrm {ac} }}.}

## Struktura afiniczna przestrzeni liniowej
Z każdą przestrzenią liniową {\displaystyle V} jest związana przestrzeń afiniczna, o ile przyjmie się {\displaystyle A=V,} wtedy termin punkt zastępuje się zwykle całkowicie terminem wektor. Działanie dodawania wektorów do punktów określa się wówczas jako dodawanie elementów przestrzeni {\displaystyle V{:}}
{\displaystyle V\times V\to V\colon (\mathbf {w} ,\mathbf {v} )\mapsto \mathbf {w} +\mathbf {v} .}
Zgodnie z definicją równoważną, w której dwóm punktom przypisuje się wektor, przestrzeń liniową można przekształcić w afiniczną dodając do niej działanie
{\displaystyle V\times V\to V\colon (\mathbf {w} ,\mathbf {v} )\mapsto \mathbf {v} -\mathbf {w} .}
Tłumaczy ono pochodzenie notacji korzystającej z odejmowania punktów w pierwszej definicji przestrzeni afinicznej. Na ogół bada się przestrzenie afiniczne skończonego wymiaru.

## Baza i niezależność
Układem współrzędnych afinicznych bądź bazowym lub krótko: bazą przestrzeni afinicznej skończonego wymiaru nazywa się ciąg {\displaystyle (\mathrm {o} ;\mathbf {e} _{1},\dots ,\mathbf {e} _{n}),} gdzie {\displaystyle \mathrm {o} } jest ustalonym punktem ze zbioru {\displaystyle A} nazywanym punktem bazowym lub początkiem układu, a {\displaystyle \{\mathbf {e} _{1},\dots ,\mathbf {e} _{n}\}} jest bazą przestrzeni {\displaystyle V.} Współrzędne punktu {\displaystyle \mathrm {a} \in A} to współrzędne wektora {\displaystyle {\overrightarrow {\mathrm {oa} }}} względem bazy {\displaystyle (\mathbf {e} _{1},\dots ,\mathbf {e} _{n}).}
Układ punktów {\displaystyle \mathrm {a} _{0},\mathrm {a} _{1},\dots ,\mathrm {a} _{n}\in A} nazywa się afinicznie lub punktowo niezależnym, jeżeli wektory {\displaystyle {\overrightarrow {\mathrm {a} _{0}\mathrm {a} _{1}}},{\overrightarrow {\mathrm {a} _{0}\mathrm {a} _{2}}},\dots ,{\overrightarrow {\mathrm {a} _{0}\mathrm {a} _{n}}}\in V} są liniowo niezależne. W ten sposób {\displaystyle n+1} punktów przestrzeni afinicznej rozpina {\displaystyle n}-wymiarową przestrzeń liniową.
Dla każdego {\displaystyle i\in \{0,1,\dots ,n\}} wektory {\displaystyle {\overrightarrow {\mathrm {a} _{i}\mathrm {a} _{0}}},{\overrightarrow {\mathrm {a} _{i}\mathrm {a} _{1}}},\dots ,{\overrightarrow {\mathrm {a} _{i}\mathrm {a} _{i-1}}},{\overrightarrow {\mathrm {a} _{i}\mathrm {a} _{i+1}}},\dots ,{\overrightarrow {\mathrm {a} _{i}\mathrm {a} _{n}}}} stanowią układ liniowo niezależny. O ile dany punkt {\displaystyle \mathrm {a} \in A} daje się zapisać jako kombinację afiniczną układu afinicznie niezależnego, to można to zrobić w dokładnie jeden sposób (współrzędne jednoznacznie identyfikują punkt względem takiego układu).

## Podprzestrzeń afiniczna
Podprzestrzenią afiniczną przestrzeni afinicznej {\displaystyle (A,V)} nazywa się parę {\displaystyle (P,U)} taką, że {\displaystyle U} jest podprzestrzenią liniową {\displaystyle V,} a {\displaystyle P} jest niepustym podzbiorem {\displaystyle A,} która sama jest przestrzenią afiniczną. Oznacza to, że dla {\displaystyle (P,U)} określonej wyżej spełnione są warunki:
- {\displaystyle \mathrm {p} +\mathbf {u} \in P} dla wszystkich {\displaystyle \mathrm {p} \in P,\mathbf {u} \in U,}
- {\displaystyle {\overrightarrow {\mathrm {pq} }}\in U} dla wszystkich {\displaystyle \mathrm {p} ,\mathrm {q} \in P.}

Tak jak przestrzeń afiniczną, jej podprzestrzeń opisuje się za pomocą pierwszego elementu pary. Przestrzeń {\displaystyle U} jest w tym wypadku jednoznacznie wyznaczona przez zbiór {\displaystyle P} i nosi nazwę przestrzeni kierunkowej danej podprzestrzeni afinicznej.

## Przestrzeń euklidesowa
Przestrzeń {\displaystyle (E,V)} nad ciałem liczb rzeczywistych nazywa się przestrzenią euklidesową, jeżeli {\displaystyle V} jest przestrzenią skończenie wymiarową wyposażoną w iloczyn skalarny {\displaystyle \langle \cdot ,\cdot \rangle .} Iloczyn skalarny wyznacza metrykę
{\displaystyle d(\mathrm {a} ,\mathrm {b} )=\left|{\overrightarrow {\mathrm {ab} }}\right|,} gdzie {\displaystyle |\mathbf {v} |={\sqrt {\langle \mathbf {v} ,\mathbf {v} \rangle }}.}
Dodatkowo określa się odległość między podprzestrzeniami {\displaystyle P,Q\subseteq E} wzorem
{\displaystyle d(P,Q)=\inf _{\begin{smallmatrix}\mathrm {p} \in P,\\\mathrm {q} \in Q\end{smallmatrix}}~d(\mathrm {p} ,\mathrm {q} ).}
Kąt między podprzestrzeniami definiuje się jako kąt między ich przestrzeniami kierunkowymi. Te, które tworzą ze sobą kąt prosty nazywa się prostopadłymi (ortogonalnymi).

## Uogólnienia
Dość zwięzłą definicją przestrzeni afinicznej jest następująca jej charakteryzacja: przestrzeń afiniczna to zbiór punktów {\displaystyle A} z działającą na nim regularnie (równoważnie: ściśle przechodnio albo przechodnio w sposób wolny) grupą addytywną przestrzeni liniowej {\displaystyle V} nad ciałem {\displaystyle K.} Przestrzeń afiniczną można określić analogicznie poprzez zastąpienie przestrzeni liniowej modułem.